# عيسى كان
عيسی‌ كان هي قرية في مقاطعة أرومية، إيران. يقدر عدد سكانها بـ 37 نسمة بحسب إحصاء 2016.